# يهودية أرثوذكسية حديثة

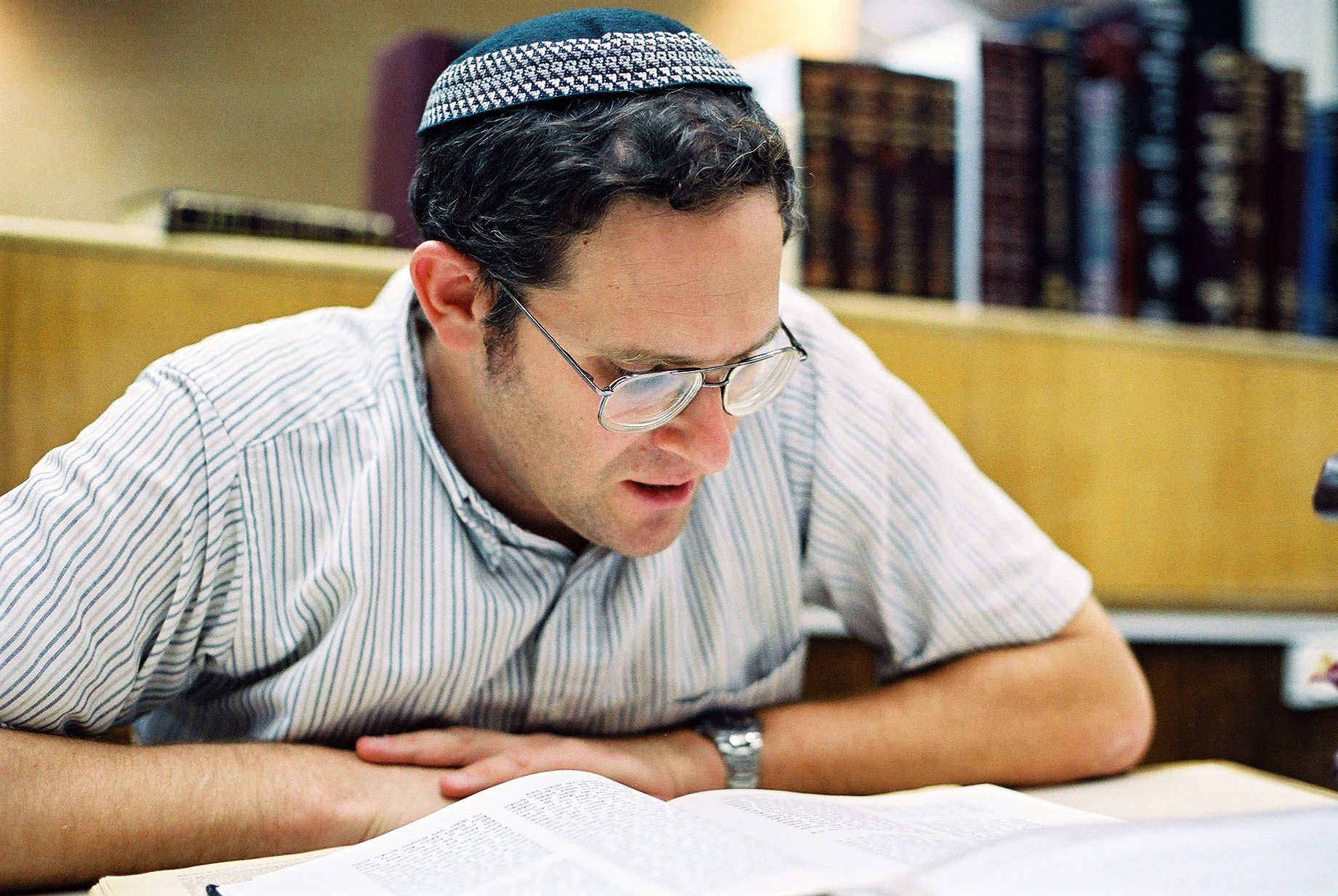

اليهودية الأرثوذكسية الحديثة هي حركة في اليهودية الأرثوذكسية تحاول التوفيق بين القيم اليهودية والالتزام بالشريعة اليهودية وبين العالم العلماني الحديث.
تبني الأرثوذكسية الحديثة على عدة تعاليم وفلسفات، لذا تأخذ أشكالًا عديدة. في الولايات المتحدة، والعالم الغربي عمومًا، تشيع اليهودية الأرثوذكسية الوسطية، القائمة على فلسفة توراه أمدع (التوراة مع المعارف العلمانية). في إسرائيل، تسود مشهد الأرثوذكسية الحديثة الصهيونية الدينية، وهاتان الحركتان وإن كانتا مختلفتين فهما مشتركتان في كثير من القيم والأتباع.

## الأرثوذكسية الحديثة
تشمل الأرثوذكسية الحديثة طيفًا واسعًا من الحركات، وتقوم كل حركة على فلسفات مستقلة ولكن متّصلة، تقدّم هذه الفلسفات أساسًا لكل أنواع الحركة اليوم.

### خصائص
بالعموم، «المنهج العام للأرثوذكسية الحديثة هو الاعتقاد بإمكان ووجوب العضوية الكاملة في المجتمع الحديث، مع قبول مخاطر الالتزام بالشرع، لأن الفوائد تفوق المخاطر». ينخرط اليهود في العالم انخراطًا بنّاءً ليكرّسوا الخير والعدل في أنفسهم وفي المجتمع الأكبر، باجتناب الخطيئة في حياتهم الخاصة وبمراعاة المساكين.
لذا، تعتقد الأرثوذكسية الحديثة أن الشرع اليهودي اسمي ومُلزم، وفي الوقت نفسه تعطي قيمة إيجابية للتفاعل مع العالم الحديث. بهذا المعنى، كما قال الحاخام سول برمان، الأرثوذكسية الحديثة يمكن أن «تغتني» بالتفاعل مع الحداثة، بل إن «المجتمع الحديث ينشئ فرصًا ليكون المرء مواطنًا منتجًا فاعلًا في عمل الله لتحويل العالم تحويلًا يفيد الإنسانية». في الوقت نفسه، من أجل الحفاظ على سلامة الشريعة، كل مجال فيه «نزاع أو خلاف قوي» بين التوراة والحضارة الحديثة ينبغي تركه.
تعطي الأرثوذكسية الحديثة أيضًا دورًا مركزيًّا لـ«شعب إسرائيل». تبرز هنا خصيصتان ظاهرتان: بالعموم، تعطي الأرثوذكسية الحديثة قيمة وطنية ودينية كبيرة لدولة إسرائيل، وللمؤسسات والأفراد الذين يكونون أصحاب توجه صهيوني، كذلك يمتد التعامل مع اليهود غير الأرثوذكسيين ليشمل العلاقات بين المؤسسات والتعاون.
من «المعتقدات الأساسية» الأخرى: الإقرار بقيمة الدراسات العلمانية وأهميتها، والالتزام بالمساواة في التعليم بين الرجال والنساء، وقبول أهمية القدرة على الإنفاق على النفس والأسرة، انظر توراه أمدع والتعليم، توراه عم درخ إرتز والإنفاق والمعيشة، وانظر أدناه.

### الطيف الآيديولوجي
ولكن التعبير الخاص عن الأرثوذكسية الحديثة يأخذ أشكالًا حديثًا، وقد أصبح خصوصًا في العقود الثلاثة أو الأربعة الأخيرة، معبّرًا عن الموقف السياسي أيضًا. من المشكلات: المدى الذي ينبغي فيه للأرثوذكسية الحديثة أن تعاون الطوائف الأكثر ليبرالية، وأن تدعم المساعي الأكاديمية العلمانية والتعليم الديني، وأن تجتهد لتعطي النساء دورًا أكبر في التعليم والعبادة في اليهودية، كذلك قبول النقد النصي الحديث أداةً لدراسة التوراة مسألة خلافية. لنقاش أوسع، انظر اليهودية الأرثوذكسية والتنوع، جوزف سولوتشك والنقاش في الرؤية الكونية، وتوراه عم درخ إرتز والتأويل.
من الناحية الآيديولوجية، قلّ وضوح الفرق بين الحريدية والأرثوذكسية الحديثة في السنين الأخيرة، وسمّى بعض الناس هذه النزعة «التحريد». بالإضافة إلى زيادة صرامة الالتزام بالشريعة، يعبّر كثير من اليهود الأرثوذكسيين الحديثين عن شعور متزايد بالاغتراب عن الحضارة العلمانية الأوسع. («لقد انتقلت الحضارة الغربية ممّا سُمّي من قبل الأخلاق اليهودية المسيحية إلى ما يُسمّى اليوم حضارة استهلاكية مركزة على الاختيار... هذا العالم أصبح حيلونيًّا، وصارت العلمانية مذهبًا فيه لا وصفًا له. إنه مانع لقيَم الصلاة») هنا، «رجحت كفّة التوراة على كفّة الدراسات العلمانية، وأعاد كثير من الناس تعريف العلمانية ليصبح المعيشة في العالم العلماني، لا المشاركة فيه ثقافيًّا أو فكريًّا». من هذه المؤسسات التي تسمّي نفسها «وسطية» الاتحاد الأرثوذكسي (اتحاد مجامع اليهود الأرثوذكس في أمريكا)، ومجلس أمريكا الحاخامي، ومعهد الحاخام إسحاق إلكانان اللاهوتي. (انظر الحريدية الوطنية).
بدأ المنتمون إلى اليسار الأيديولوجي تطوير مؤسسات تسعى إلى النظر إلى الخارج مع الحفاظ في الوقت نفسه على النقاش بين الحداثة والشريعة. نتج عن ذلك مذهب «الأرثوذكسية المفتوحة»، التي تسعى إلى إدخال اليهود من كل الطوائف في الدراسات العلمانية والمشكلات العالمية مرة أخرى. حاول بعض أفراد الحركة مذهب المساواة الأرثوذكسية، حيث يبحَث عن حلول تضمن مساواة الجنسين في الشريعة. أدّى هذا إلى تقلّد النساء أدوارًا قيادية أكثر. وفي الحركة أيضًا من ينخرط في قضايا العدالة الاجتماعية من وجهة نظر يهودية. انظر يشيفت شوفيفي توراه، ومؤسسة شالوم هارتمان، والمعهد العبري في رفرديل، وصلاة الشراكة (مينيان)، ومجمع شيرا حدشا، وماهارات.

### الحداثيّ سلوكًا
لوحظ أيضًا أن كثيرًا من الأرثوذكسيين الحديثين «حداثيون سلوكًا» وليسوا «حداثيين اعتقادًا»، وفي الحقيقة، هم ليسوا في الأرثوذكسية «الحديثة»، على الأقل بالمعنى الفلسفي، انظر أدناه. تسمّى هذه الظاهرة أحيانًا «الأرثوذكسية الاجتماعية».
التفريق بين الفكرتين هو: الحداثيون اعتقادًا هم «الملتزمون بدقة بالشرع»، وتعاملهم مع العلماني فيه تعبير ملموس عن عقيدتهم، مهما كان توجههم السياسي. الحداثيون سلوكًا، من جهة أخرى، هم «أرثوذكسيون حديثون» بمعنى أنهم ليسوا حريديّين ولا محافظين، أي إنهم «ليسوا مهتمين كثيرًأ بالأفكار الفلسفية»، وعادةً ليسوا حذرين في التزامهم.
حافظت «أرثوذكسية الراحة» هذه على استقرار مع الوقت، ما دامت لا تريد تشريع سلوكها بالمبادئ الشرعية، فلا مشكلة عند قيادة الأرثوذكسية الحديثة معها.

### الآراء في الأرثوذكسية الحديثة
تقدَّم آراء مختلفة كثيرة، من التقليدية إلى التجديدية، تحت عنوان «الأرثوذكسية الحديثة». في الحقيقة، حتى بين قيادات هذه الحركة، الاتفاق على «معايير الأرثوذكسية الحديثة» محدود. لذا قلّ وضوح هذه الحدود مع اليهودية الحريدية أو المحافظة. في الوقت نفسه، يبدو أن بعض العناصر في اليهودية الحريدية أقبَل لرسائل كانت تقليديًّا جزءًا من الأجندة الأرثوذكسية الحديثة. كذلك، على يسار الأرثوذكسية الحديثة، يبدو أن كثيرًا من الأعضاء يتفقون مع عناصر تقليدية في اليهودية المحافظة. لذا، في نقاش «الأرثوذكسية الحديثة»، لا بد من توضيح الرأي بالنسبة إلى بقية الحركات في اليهودية. بل يرى بعض الباحثين، مع وجود كل هذه الآراء، احتمال أنه «لم يعد في الوجود أرثوذكسية حديثة متجانسة موحدة».

## الفلسفة
تعود أصول الأرثوذكسية الحديثة إلى أعمال الحاخامين عزرائيل هلدشيمر (1820–1899) وسامسون رفائيل هيرسخ (1808–1888). دور هلدشيمر لا جدال فيه، لأنه قدّم مشاركات فلسفية وعملية بارزة، أما دور سامسون فأقلّ وضوحًا، إذ يقول بعض الباحثين إن فلسفته «توراه عم درخ إرتز» مخالفة للأرثوذكسية الحديثة. اليوم، تأثرت الحركة بالإضافة إلى هؤلاء بفلسفة الحاخام جوزف سولوفتشك والفلسفة القريبة منه توراه أمدع، وكذلك بكتابات الحاخام أبراهام إسحاق كوك. (أما الصهيونية الدينية، وهي فلسفة مستقلة إذا أردنا الصرامة، فلها أثر غير مباشر).

### توراه عم درخ إرتز (التوراة مع طريق العالم)
فلسفة هيرسخ اسمها توراه عم درخ إرتز (التوراة مع طريق العالم/المجتمع)، وهي فلسفة أرثوذكسية يهودية تشكّل العلاقة بين اليهودية الملتزمة بالشريعة والعالم الحديث. اعتقد هيرسخ أن اليهودية تتطلب تطبيق فلسفة التوراة في كل السلوكات الإنسانية والمعارف الموافقة لها. لذا، فالتعليم العلماني واجب ديني. «اليهودية ليست مجرّد أمر ملحَق بالحياة: بل هي تشمل الحياة كلها... في المعبد وفي المطبخ، في المعركة وفي المستودع، في المكتب وفي المنبر... بالقلم وبالإزميل». امتدّ رأي هيرسخ إلى العلوم وإلى الآداب والفلسفات والثقافة الألمانية. لم تزل هذه الفلسفة شائعة اليوم في كل فروع الأرثوذكسية اليهودية.